# Anhalts voetbalkampioenschap 1914/15
In 1914/15 werd het zesde Anhalts voetbalkampioenschap gespeeld, dat georganiseerd werd door de Midden-Duitse voetbalbond. 
Door het uitbreken van de Eerste Wereldoorlog trok Cöthener FC 02 zich terug uit de competitie in oktober 1914. Het is niet bekend of de competitie nog voltooid werd. 

## 1. Klasse
| Plaats | Club                    | Wed. | W | G | V | Saldo | Ptn. |
| ------ | ----------------------- | ---- | - | - | - | ----- | ---- |
|        | Dessauer SV 98          |      |   |   |   |       |      |
|        | 1. FC 1900 Zerbst       |      |   |   |   |       |      |
|        | FC Viktoria 1903 Zerbst |      |   |   |   |       |      |
|        | Dessauer FC 05          |      |   |   |   |       |      |
|        | SV Germania Roßlau      |      |   |   |   |       |      |
|        | SV Hertha Zerbst        |      |   |   |   |       |      |
|        | Cöthener FC 02          |      |   |   |   |       |      |